# Aleksandras Abišala
Aleksandras Abišala (Inta, 28 dicembre 1955) è un politico lituano.

## Biografia
È stato Primo ministro della Lituania dal luglio al dicembre 1992.